# Conzettbrug
De Conzettbrug is een fiets- en voetgangersbrug in de West-Vlaamse stad Brugge in België. De brug overspant de Coupure. De brug werd in 2002 geopend en werd ontworpen en vernoemd naar Jürg Conzett, een Zwitserse ingenieur en architect die bekend staat om zijn ontwerpen voor fiets- en voetgangersbruggen.

## Aanleiding
De brug werd in 2002 geopend om Brugge, dan benoemd tot Culturele Hoofdstad van Europa, op de kaart te zetten. Fietsers en wandelaars die een route langs de oude vesten rond de binnenstad maakten, moesten destijds een omweg maken van zo’n 300 meter tot halverwege de Coupure, om daar het water over te steken. De Conzettbrug, die onmiddellijk aansloot op deze wandelpaden, betekende een aanzienlijk directere verbinding tussen voor deze route.
De Conzettbrug maakt, net zoals de fietspaden in het verlengde aan beide kanten, deel uit van de LF Kunststedenroute en van het fietsknooppuntennetwerk.

## Omschrijving
Het is een combinatie van een hangbrug (overspanning hangt aan kabels) en een hefbrug (beweegbaar deel omhoog en omlaag middels kabels in plaats van contragewicht). De brug heeft een beweegbare vloer die is opgehangen aan stalen kabels die verbonden zijn aan twee enorme stalen buizen, die kunnen draaien om hun as. Door het draaien van de buizen wordt de vloer omhoog geheven zodat de scheepvaart doorgang krijgt. Normaliter vindt de heffing bij een hefbrug plaats vanuit pilaren/kolommen. In de eerste jaren waren er kinderziekten bij het ophaalsysteem. 

## Inzakking en herstel
Op 21 december 2023 kwam het brugdek los tijdens het ophalen en stortte in. Er waren op dat moment geen mensen op de brug. In april 2024 was de brug weer toegankelijk.